# RFS足球會
RFS足球會是拉脫維亞里加的一家职业足球俱樂部。俱乐部参加拉脫維亞超級足球聯賽的赛事。
自2016年首次参加超级联赛以来，球队一直穿着蓝色主场球衣和白色客场球衣。

## 历史
俱乐部前身是2005年成立的半职业足球俱乐部道加瓦90足球学校（FSK Daugava 90），该俱乐部于2008年更名为道加瓦足球俱乐部（FK Daugava），于2011年再次更名为里加足球学校（Rīgas Futbola Skola）。2016年，球队获得解散后的席位，首次参加拉脱维亚足球超级联赛。同年，球會以新形象和改以新名稱「RFS」（FK RFS）作賽。

## 球场
在2016年至2022年间，球队主场是贾尼斯·斯克雷德利斯体育场，这是一座容量仅有250人的小型体育场。
2022年，球队主场搬迁到LNK体育公园，该球场由球队的拥有者LNK Group建造。

## 荣誉
- 拉脫維亞超級足球聯賽[1]
  - 冠军 (3): 2021, 2023, 2024
  - 亚军 (2): 2019, 2020

- 拉脫維亞盃[4]
  - 冠军 (3): 2019, 2021, 2024
  - 亚军 (2): 2022, 2023